# Halowe Mistrzostwa Świata w Lekkoatletyce 2008 – bieg na 400 m kobiet
Bieg na 400 m kobiet – jedna z konkurencji rozgrywanych podczas halowych mistrzostw świata w lekkoatletyce w 2008. Eliminacje odbyły się 7 marca, półfinały miały miejsce 8 marca, finał zaś został rozegrany 9 marca.
Do eliminacji zgłoszonych zostało 18 zawodniczek z 15 państw.
Zawody w tej konkurencji wygrała reprezentantka Rosji Olesia Zykina. Drugą pozycję zajęła zawodniczka także z Rosji Natalja Nazarowa, trzecią zaś reprezentująca Stany Zjednoczone Shareese Woods.

## Wyniki

### Eliminacje
Źródło: 
Bieg 1
| Miejsce | Zawodniczka        | Państwo           | Wynik | Uwagi |
| ------- | ------------------ | ----------------- | ----- | ----- |
| 1.      | Olesia Zykina      | Rosja             | 51,96 |       |
| 2.      | Moushaumi Robinson | Stany Zjednoczone | 52,45 |       |
| 3.      | Makelesi Batimala  | Fidżi             | 54,02 | PB    |
| 4.      | Nikolett Listár    | Węgry             | 55,37 |       |
| 5.      | Martina Xuereb     | Malta             | 57,62 | PB    |
| –       | Moya Thompson      | Jamajka           | DNF   |       |

Bieg 2
| Miejsce | Zawodniczka        | Państwo                       | Wynik | Uwagi |
| ------- | ------------------ | ----------------------------- | ----- | ----- |
| 1.      | Natalja Nazarowa   | Rosja                         | 52,40 |       |
| 2.      | Antonina Jefremowa | Ukraina                       | 52,64 |       |
| 3.      | Shareese Woods     | Stany Zjednoczone             | 52,65 |       |
| 4.      | Zuzana Hejnová     | Czechy                        | 53,04 |       |
| 5.      | Racheal Nachula    | Zambia                        | 53,52 | NR    |
| 6.      | Vera Barbosa       | Republika Zielonego Przylądka | 57,55 |       |

Bieg 3
| Miejsce | Zawodniczka              | Państwo  | Wynik | Uwagi |
| ------- | ------------------------ | -------- | ----- | ----- |
| 1.      | Amantle Montsho          | Botswana | 52,96 | PB    |
| 2.      | Angela Moroșanu          | Rumunia  | 53,32 | SB    |
| 3.      | Natalija Pyhyda          | Ukraina  | 53,44 |       |
| 4.      | Cwetelina Kiriłowa       | Bułgaria | 53,66 |       |
| 5.      | Sandrine Thiébaud-Kangni | Togo     | 54,02 | SB    |
| –       | Christy Ekpukhon         | Nigeria  | DSQ   |       |

### Półfinały
Źródło: 
Bieg 1
| Miejsce | Zawodniczka        | Państwo           | Wynik | Uwagi |
| ------- | ------------------ | ----------------- | ----- | ----- |
| 1.      | Olesia Zykina      | Rosja             | 51,75 |       |
| 2.      | Antonina Jefremowa | Ukraina           | 51,79 | PB    |
| 3.      | Moushaumi Robinson | Stany Zjednoczone | 51,85 | PB    |
| 4.      | Racheal Nachula    | Zambia            | 53,30 | NR    |
| 5.      | Makelesi Batimala  | Fidżi             | 54,23 |       |
| –       | Christy Ekpukhon   | Nigeria           | DSQ   |       |

Bieg 2
| Miejsce | Zawodniczka      | Państwo           | Wynik | Uwagi |
| ------- | ---------------- | ----------------- | ----- | ----- |
| 1.      | Natalja Nazarowa | Rosja             | 51,62 |       |
| 2.      | Shareese Woods   | Stany Zjednoczone | 51,87 | PB    |
| 3.      | Angela Moroșanu  | Rumunia           | 52,83 | SB    |
| 4.      | Zuzana Hejnová   | Czechy            | 53,16 |       |
| 5.      | Amantle Montsho  | Botswana          | 53,21 |       |
| 6.      | Natalija Pyhyda  | Ukraina           | 53,33 |       |

### Finał
Źródło: 
| Miejsce | Zawodniczka        | Państwo           | Wynik | Uwagi |
| ------- | ------------------ | ----------------- | ----- | ----- |
| 01 !    | Olesia Zykina      | Rosja             | 51,09 | WL    |
| 02 !    | Natalja Nazarowa   | Rosja             | 51,10 | SB    |
| 03 !    | Shareese Woods     | Stany Zjednoczone | 51,41 | PB    |
| 4.      | Antonina Jefremowa | Ukraina           | 51,53 | PB    |
| 5.      | Angela Moroșanu    | Rumunia           | 53,07 |       |
| 6.      | Moushaumi Robinson | Stany Zjednoczone | 53,10 |       |